# Евіатар Зерубавель
Евіатар Зерубавель (англ. Eviatar Zerubavel) — ізраїльський та американський соціолог, учень Ірвіна Гоффмана, автор когнітивної теорії соціального часу, автор праць у галузі соціології знання, раціоналізації та стандартизації часу в повсякденному житті, ролі стандартів у пізнанні та спілкуванні.

## Біографія
Народився 1948 році в Ізраїлі. Батьки Евіатара працювали у сфері міжнародних відносин, а тому його дитинство пройшло більшою мірою за кордоном. Спочатку він навчався у Тель-Авівському університеті, а потім у Пенсильванському університеті, де захистив дисертацію та отримав Ph.D. з соціології у 1976 році під керівництвом Ірвіна Гоффмана. Викладав у Колумбійському університеті та університеті штату Нью-Йорк в Стоуні-Брук, проте більша частина його наукової кар`єри пов`язана із Рутгерським університетом. В 2003 році він здобув грант Гуггенгайма.

## Наукові зацікавлення
Головна тема — раціоналізація повсякдення, і, в першу чергу, його часових вимірів.

## Наукова робота
Перші визначні здобутки Зерубавеля стосувалися вивчення часу, а точніше – соціології та стандартизації часу. До його праць із даної тематики належать Patterns of Time in Hospital Life (1979); Hidden Rhythms (1981); The Seven Day Circle (1985); and Time Maps (2003). 
Пізніше він звернувся до вивчення того, що визначив як «когнітивна соціологія», вказуючи на те, що наскільки сильніше на ментальність людини впливає суспільство, ніж людська природа, і наскільки спільності, що позначають соціальні групи, включають в себе колективні зразки міркування. Його хід думок з цього приводу відображається у працях The Fine Line (1991); Terra Cognita (1992); Social Mindscapes (1997); and The Elephant in the Room (2006).
Протягом багатьох років Зерубавель очолював аспірантську програму в рутгерському університеті, а також був куратором багатьох аспірантів. Він також зацікавився вивчення звичок академічної роботи та управлінням часом. Його книга The Clockwork Muse (1999) містить багато практичних порад авторам текстів, а особливо тим, хто пише книги та дисертації. В своїх власних працях Зерубавель часто використовує приклади з повсякденного життя. Одружений з Яель Зерубавель, спеціалістом з ізраїльської історії, яка теж викладає в Рутгерському університеті.

## Праці
- Patterns of Time in Hospital Life: a sociological perspective (1979)
- Hidden rhythms: schedules and calendars in social life (1981, перевид. 1985)
- The seven day circle: the history and meaning of the week (1985)
- The fine line: making distinctions in everyday life (1991, перевид. 1993)
- Terra cognita: the mental discovery of America (1992, перевид. 2003)
- Social Mindscapes: an invitation to cognitive sociology (1997, перевид. 1999)
- The clockwork muse: a practical guide to writing theses, dissertations, and books (1999)
- Time maps: collective memory and the social shape of the past (2003)
- The elephant in the room: silence and denial in everyday life (2006)
- Ancestors and relatives: genealogy, identity, and community (2011)